# ننگی
ننگی (ارمنی: Ննգի)؛ جمعیت به (ترکی آذربایجانی: Cəmiyyət) یک منطقهٔ مسکونی در جمهوری آرتساخ است که در استان مارتونی واقع شده‌است.